# 2016 FY58
2016 FY58, também escrito como 2016 FY58, é um objeto transnetuniano que está localizado no cinturão de Kuiper, uma região do Sistema Solar. Ele possui uma magnitude absoluta de 8,3 e tem um diâmetro estimado de 96 km.

## Descoberta
2016 FY58 foi descoberto no dia 28 de março de 2016 pelo DECam.

## Órbita
A órbita de 2016 FY58 tem uma excentricidade de 0,070 e possui um semieixo maior de 41,614 UA. O seu periélio leva o mesmo a uma distância de 38,689 UA em relação ao Sol e seu afélio a 44,540 UA.